# Astrid Villaume
Astrid Villaume (født 3. november 1923 i Aalestrup, død 12. februar 1995 i København) var en dansk skuespillerinde.

## Biografi
Astrid Villaume optrådte oprindeligt som akrobat i danske revyer før 2. verdenskrig.
Hun skiftede til skuespil og blev uddannet fra Odense Teater i perioden 1939-1941. Hun optrådte herefter på Aarhus Teater i 1941-1945 og på Frederiksberg Teater 1945-1947.
Hun gennemgik Det kongelige Teaters elevskole med afgang i 1949 og var fastansat på teatret samme år. Her spillede hun en lang række store roller.
Hun fik sidenhen stor succes i en række filmindspilninger samt i TV, f.eks. i Leif Panduros TV-spil Rundt om Selma.
Astrid Villaume modtog i sin karriere en række hæderspriser.
Hun var gift med forretningsmanden Carl von Staffeldt, der døde i 1959, med hvem hun fik tre børn.
Hun er begravet på Frederiksberg ældre kirkegård.

## Filmografi i udvalg
Blandt de film hun medvirkede i kan nævnes:
- Tyrannens fald – 1942
- Hans store aften – 1946
- Far betaler – 1946
- Susanne – 1950
- Fireogtyve timer – 1951
- Fra den gamle købmandsgård – 1951
- Vi arme syndere – 1952
- To minutter for sent – 1952
- Adam og Eva – 1953
- Hejrenæs – 1953
- Arvingen – 1954
- Der kom en dag – 1955
- På tro og love – 1955
- Tre finder en kro – 1955
- Qivitoq – 1956
- Flintesønnerne – 1956
- Amor i telefonen – 1957
- Mariannes bryllup – 1958
- Vagabonderne på Bakkegården – 1958
- Det skete på Møllegården – 1960
- Flemming og Kvik – 1960
- Flemming på kostskole – 1961
- Der brænder en ild – 1962
- Det stod i avisen – 1962
- Et døgn uden løgn – 1963
- Premiere i helvede – 1964
- Gift (film) – 1966
- Der var engang en krig – 1966
- Brødrene på Uglegården – 1967
- Der kom en soldat – 1969
- De fem og spionerne – 1969
- De fem i fedtefadet – 1970
- Bejleren - en jysk røverhistorie – 1975
- Verden er fuld af børn – 1980
- Den ubetænksomme elsker – 1982
- Pelle Erobreren (film) – 1987
- Lad isbjørnene danse – 1990